# Ramírez (Tamaulipas)
Ramírez es una localidad mexicana situada en el estado de Tamaulipas, dentro del municipio de Matamoros.

## Geografía
La localidad de Ramírez se ubica en el noroeste del municipio de Matamoros, en el noreste de Tamaulipas. Dista alrededor de 29.3 km de la cabecera municipal, Heroica Matamoros.
Se encuentra a una altura media de 20 m s. n. m. y cubre un área de 2.41 km².
En la localidad predomina el clima semicálido subhúmedo con lluvias escasas todo el año, y el suelo de tipo vertisol.

## Demografía
De acuerdo con el censo realizado en 2020 por el Instituto Nacional de Estadística y Geografía (INEGI), en Ramírez había un total de 2724 habitantes, de los que 1376 eran mujeres y 1348, hombres.
En dicho año, la cantidad de viviendas en la localidad era de 1250, de las que 831 se encontraban habitadas.
| Gráfica de evolución demográfica de Ramírez entre 1921 y 2020 |
|                                                               |
| Fuente: Instituto Nacional de Estadística y Geografía.        |